# Гоупленд (Пенсільванія)
Гоупленд (англ. Hopeland) — переписна місцевість (CDP) в США, в окрузі Ланкастер штату Пенсільванія. Населення — 641 особа (2020).

## Географія
Гоупленд розташований за координатами 40°13′44″ пн. ш. 76°15′45″ зх. д. / 40.22889° пн. ш. 76.26250° зх. д. (40.228847, -76.262384).  За даними Бюро перепису населення США в 2010 році переписна місцевість мала площу 1,74 км², з яких 1,71 км² — суходіл та 0,03 км² — водойми.

## Демографія
Згідно з переписом 2010 року, у переписній місцевості мешкало 738 осіб у 256 домогосподарствах у складі 213 родин. Густота населення становила 425 осіб/км².  Було 260 помешкань (150/км²).
Расовий склад населення:
| - 95,1 % — білих - 1,4 % — азіатів - 0,9 % — чорних або афроамериканців |

До двох чи більше рас належало 2,4 %. Частка іспаномовних становила 1,8 % від усіх жителів.
За віковим діапазоном населення розподілялося таким чином: 28,5 % — особи молодші 18 років, 60,4 % — особи у віці 18—64 років, 11,1 % — особи у віці 65 років та старші. Медіана віку мешканця становила 38,4 року. На 100 осіб жіночої статі у переписній місцевості припадало 106,7 чоловіків;  на 100 жінок у віці від 18 років та старших — 101,5 чоловіків також старших 18 років.
Середній дохід на одне домашнє господарство  становив 48 600 доларів США (медіана — 39 815), а середній дохід на одну сім'ю — 58 494 долари (медіана — 56 250). За межею бідності перебувало 13,3 % осіб, у тому числі 19,0 % дітей у віці до 18 років та 8,7 % осіб у віці 65 років та старших.
Цивільне працевлаштоване населення становило 271 особа. Основні галузі зайнятості: виробництво — 29,9 %, роздрібна торгівля — 16,6 %, освіта, охорона здоров'я та соціальна допомога — 10,7 %, будівництво — 8,9 %.